# Aloe microdonta
Aloe microdonta ist eine Pflanzenart der Gattung der Aloen in der Unterfamilie der Affodillgewächse (Asphodeloideae). Das Artepitheton microdonta leitet sich von den griechischen Worten micro für ‚klein‘ sowie odontos für ‚Zahn‘ ab und verweist auf die kleine Zähne am Blattrand der Art.

## Beschreibung

### Vegetative Merkmale
Aloe microdonta  wächst stammbildend, verzweigt und bildet gelegentlich große dichte Gruppen. Ihre niederliegenden Stämme besitzen eine aufsteigende Spitze und sind bis zu 100 Zentimeter lang. Die etwa 16 dreieckigen Laubblätter sind an der Stammspitze dicht gedrängt. Die trübgrüne bis olivgrüne, gelegentlich rötlich überhauchte Blattspreite ist 50 bis 70 Zentimeter lang und 9 bis 11 Zentimeter breit. An ihrer Basis sind manchmal wenige trübweißliche Flecken vorhanden. Die weißlichen, hellbraun gespitzten Zähne am Blattrand sind 1 Millimeter (selten 2 Millimeter) lang und stehen 5 bis 14 Millimeter voneinander entfernt. Der Blattsaft ist trocken gelb.

### Blütenstände und Blüten
Der Blütenstand ist besteht aus acht bis zwölf Zweigen und erreicht eine Länge von 130 Zentimeter. Die unteren Zweige sind gelegentlich nochmals verzweigt. Die lockeren, schiefen bis aufsteigenden Trauben sind 10 bis 15 Zentimeter und bestehen aus mehr oder weniger einheitswendigen Blüten. Die eiförmig spitzen Brakteen weisen eine Länge von 2 bis 4 Millimeter auf und sind 2 Millimeter breit. Die scharlach roten Blüten besitzen manchmal eine hellere Mündung. Sie stehen an 5 bis 6 Millimeter langen Blütenstielen. Die Blüten sind 23 Millimeter lang und an ihrer Basis gerundet oder kurz verschmälert. Auf Höhe des Fruchtknotens weisen die Blüten einen Durchmesser von 7 Millimeter auf, darüber sind sie leicht verengt und dann zur Mündung hin erweitert. Ihre Perigonblätter sind auf einer Länge von 10 Millimeter nicht miteinander verwachsen. Die Staubblätter und der Griffel ragen etwa 3 Millimeter aus der Blüte heraus.

## Systematik, Verbreitung und Gefährdung
Aloe microdonta ist in Somalia und Kenia auf leichten, sandigen Böden in Höhen von 15 bis 400 Metern verbreitet.
Die Erstbeschreibung durch Emilio Chiovenda wurde 1928 veröffentlicht.
Aloe microdonta wird in der Roten Liste gefährdeter Arten der IUCN als „Least Concern (LC)“, d. h. als in der Natur nicht gefährdet, eingestuft.

## Nachweise